# Chasseguey
Chasseguey is een plaats en voormalige gemeente in het Franse departement Manche in de regio Normandië en telt 100 inwoners (2017). De plaats maakt deel uit van het arrondissement Avranches.

## Geschiedenis
Chasseguey maakte deel uit van het kanton Juvigny-le-Tertre tot dit op 22 maart 2015 werd opgeheven en de gemeenten die onder dit kanton vielen werden opgenomen in het kanton Isigny-le-Buat. Op 1 januari 2016 fuseerden de gemeenten van het voormalige kanton, met uitzondering van Le Mesnil-Adelée en Reffuveille, tot Juvigny les Vallées. De opgeheven gemeenten, waaronder Chasseguey, kregen de status van commune déléguée van deze commune nouvelle.

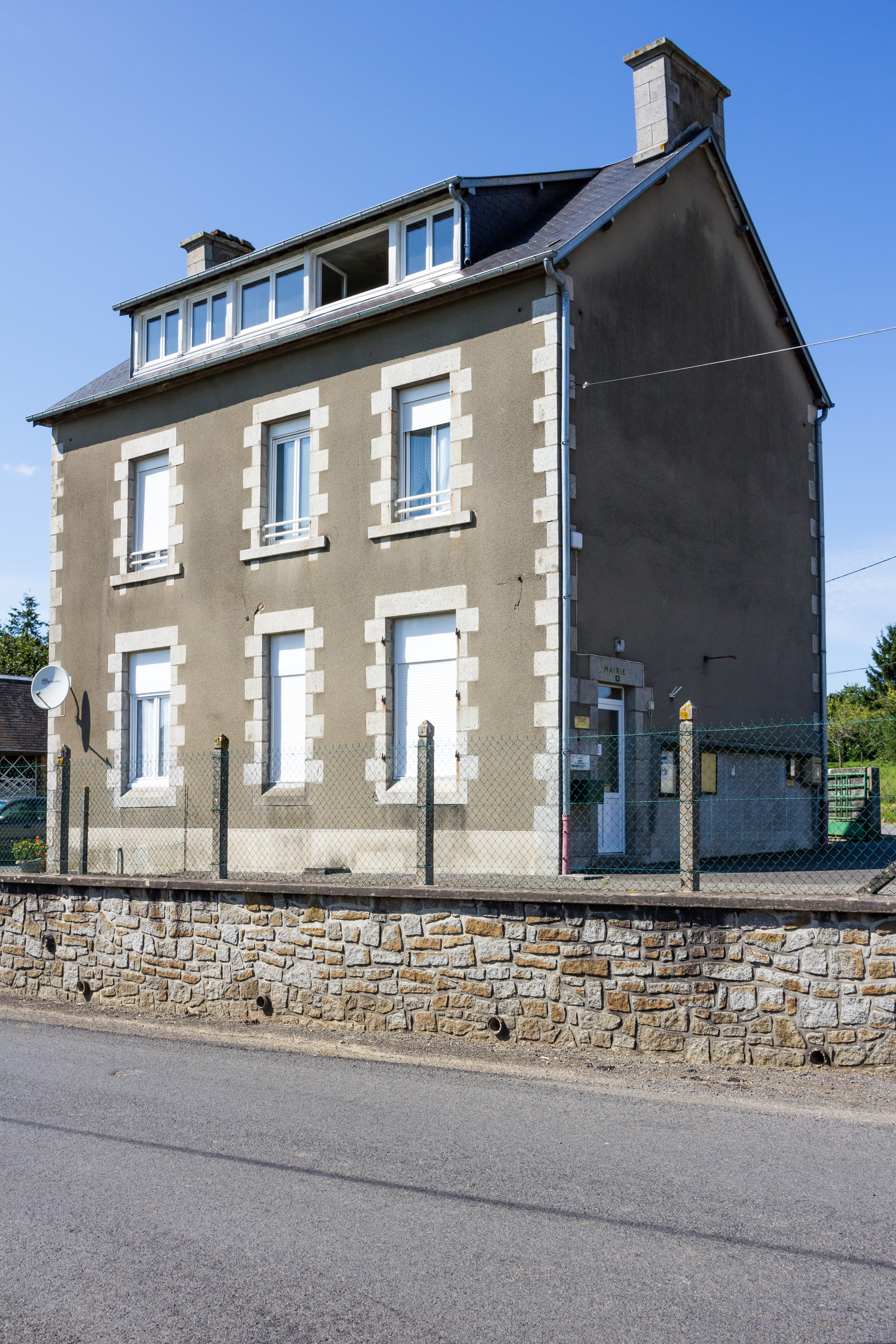
Gemeentehuis
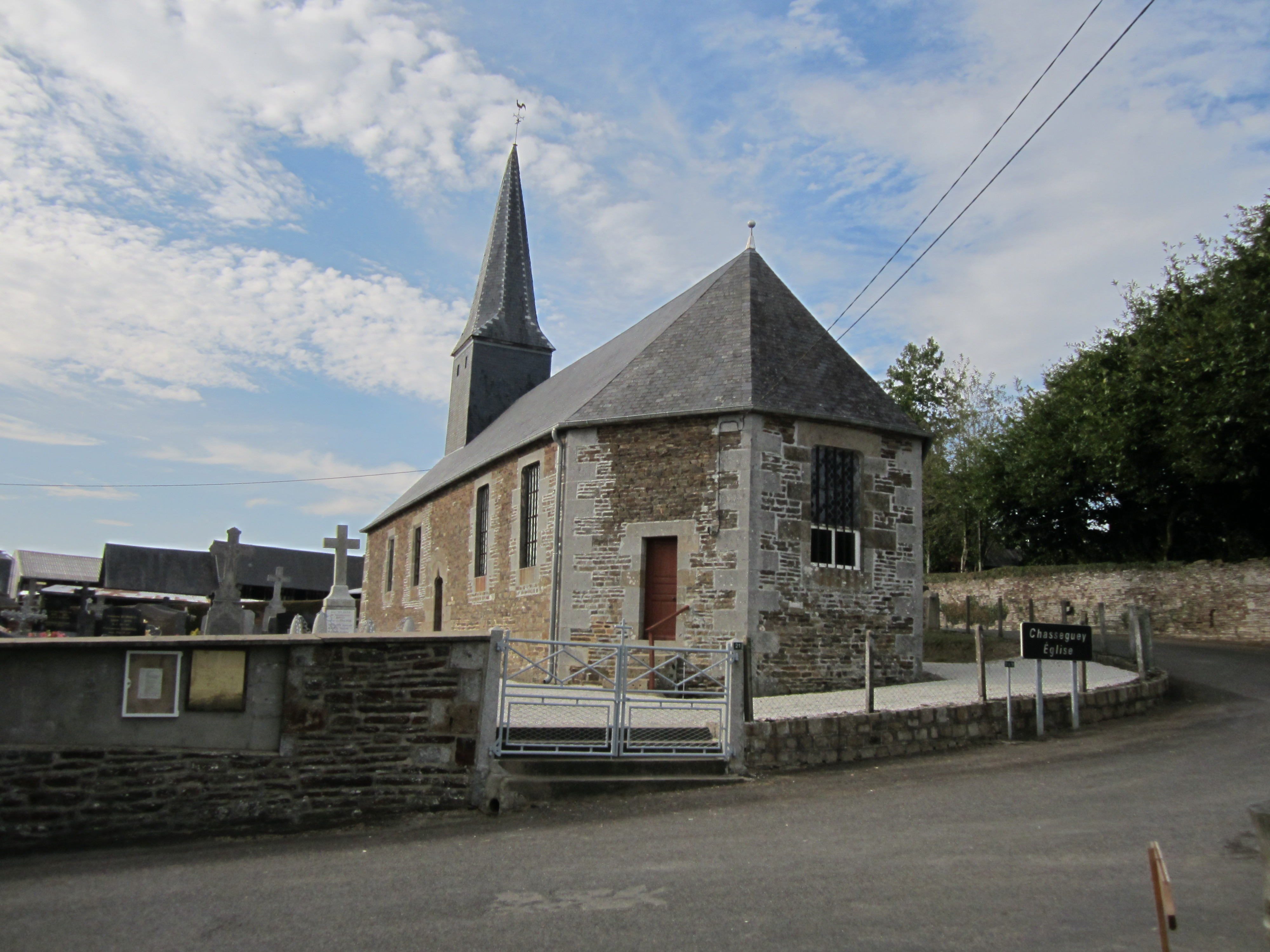
Kerk van St. Jean Baptiste

## Geografie
De oppervlakte van Chasseguey bedraagt 3,1 km², de bevolkingsdichtheid is dus 24,5 inwoners per km².
De onderstaande kaart toont de ligging van Chasseguey met de belangrijkste infrastructuur en aangrenzende gemeenten.

## Demografie
Onderstaande figuur toont het verloop van het inwonertal (bron: INSEE-tellingen).

La Bazoge · Bellefontaine · Chasseguey · Chérencé-le-Roussel · Juvigny-le-Tertre · Le Mesnil-Rainfray · Le Mesnil-Tôve